# 風間はるか
風間 はるか（かざま はるか、1983年5月6日 - ）は、日本の元AV女優。
東京都出身。身長：155cm 、スリーサイズ：B83・W60・H84 、Dカップ-65。血液型：O型。

## 略歴
- 2003年 - 『real Emotion』でAVデビュー。

## 作品

### アダルトビデオ
- real Emotion（2003年6月29日、宇宙企画）
- 濡れた美乳（2003年7月27日、宇宙企画）
- 吹かされた私（2003年8月17日、宇宙企画）
- スウィート・ミックス（2003年9月26日、宇宙企画）
- インモラル天使（2003年11月28日、シネマジック）
- ベスト・オブ・インモラル天使 11（2004年6月25日、シネマジック）他出演:吉井愛美、新山愛里、林泉水
- 宇宙企画COMBO！4時間 むっちりブルマ編（2004年12月10日、宇宙企画）他17名出演
- 流出 アイドル風間はるかの丸出しファック プライベートはめ撮り映像（2005年1月12日、はめや）
- 宇宙企画DELTA-X 潮吹き4時間（2005年10月28日、宇宙企画）他多数出演

### 雑誌
- BEPPIN School 2003年2月号
- Bejean 2003年5月号
- オレンジ通信 2003年10月号